# حادثه رندلزهام
حادثه رندلزهام (به انگلیسی: Rendlesham Forest incident) نام حادثه ای مربوط به رویت بشقاب پرنده‌ها در جنگل رندلزهام در انگلستان است؛ این حادثه در ۲۶ و ۲۸ دسامبر سال۱۹۷۰ میلادی اتفاق افتاد.